# Le Milan et le Rossignol
Pour les articles homonymes, voir Milan (homonymie) et Rossignol (homonymie).
Le Milan et le Rossignol est la dix-huitième fable du livre IX de Jean de La Fontaine situé dans le second recueil de ses Fables, édité pour la première fois en 1678.
La source première de cette fable est Hésiode, dans son livre Les Travaux et les Jours, fable du faucon et du rossignol vers 202 à 212 ; et la fable d'Ésope Le rossignol et l'épervier est aussi une autre source.
Cette fable fait allusion au mythe de Térée et de Philomèle et Procné.

## Texte de la fable
[Hésiode + Ésope]

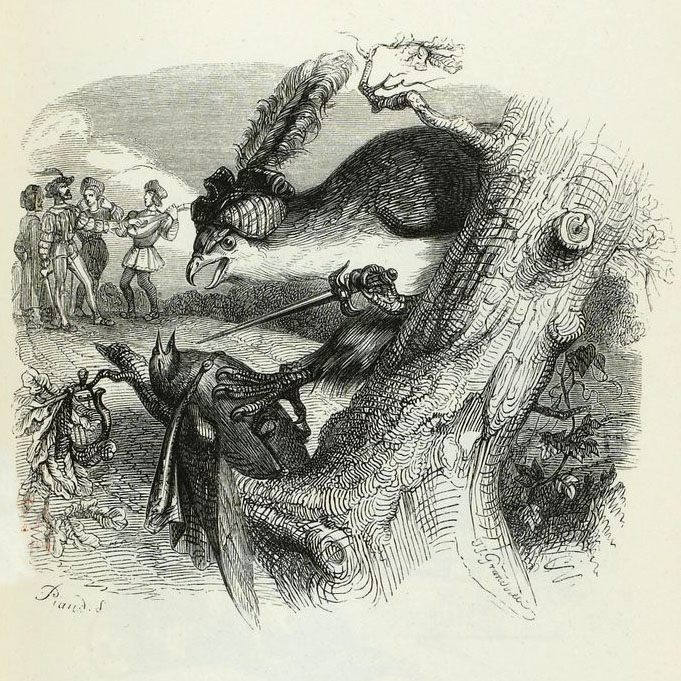
Dessin de Grandville (1838-1840)

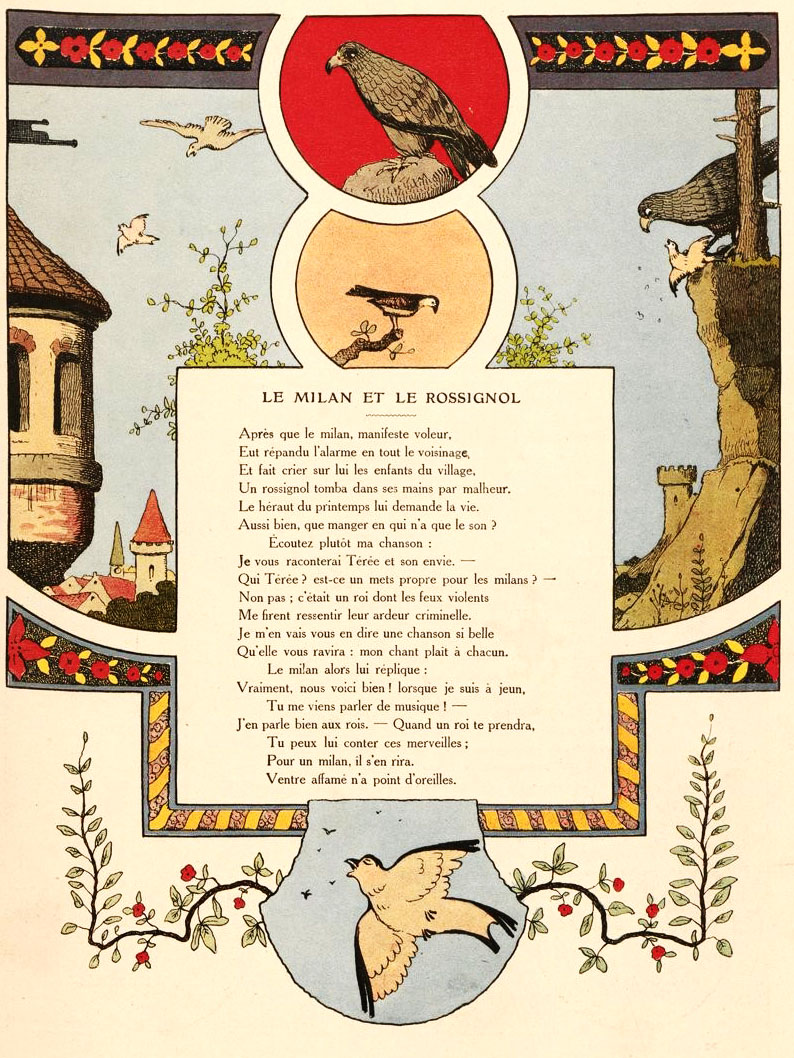
Illustration de Benjamin Rabier (1906)

Après  que le Milan, manifeste voleur,

Eut  répandu l'alarme en tout le voisinage

Et  fait crier sur lui les enfants du village,

Un  Rossignol tomba dans ses mains, par malheur.

Le  héraut du printemps lui demande la vie :

Aussi  bien que manger en qui n'a que le son ?

          Écoutez plutôt ma chanson ;

Je  vous raconterai Térée et son envie.

Qui,  Térée ? est-ce un mets propre pour les Milans ?

Non  pas, c'était un Roi dont les feux violents

Me  firent ressentir leur ardeur criminelle.

Je  m'en vais vous en dire une chanson si belle

Qu'elle  vous ravira : mon chant plaît à chacun.

           Le Milan alors lui réplique :

Vraiment,  nous voici bien : lorsque je suis à jeun,

           Tu me viens parler de musique.

J'en  parle bien aux Rois. Quand un Roi te prendra,

           Tu peux lui conter ces  merveilles.

           Pour un milan, il s'en rira :

           Ventre affamé n'a point  d'oreilles.
— Jean de La Fontaine, Fables de La Fontaine, Le Milan et le Rossignol, texte établi par Jean-Pierre Collinet, Fables, contes et nouvelles, Gallimard, « Bibliothèque de la Pléiade », 1991, p. 380